# سایه (فیلم ۱۹۶۱)
سایه (به هندی: Chhaya) و (به انگلیسی: Shadow) فیلمی هندی محصول سال ۱۹۶۱ و به کارگردانی هریشیکش موکرجی است. در این فیلم بازیگرانی همچون سونیل دات، آشا پارک، نیروپا روی، نظیر حسین، لالیتا پاوار و آچالا ساچدف ایفای نقش کرده‌اند.